# 中华人民共和国农产品采购部
中华人民共和国农产品采购部是第一届中华人民共和国国务院的一個部门。负责棉花、麻类、烟叶和畜产、茶叶的采购与必要的加工业务。

## 历史
1955年7月30日第一届全国人大第二次会议决定中华人民共和国农产品采购部。1955年9月正式成立。1956年11月16日第一届全国人大常委会第五十一次会议决定中华人民共和国农产品采购部并入中华全国供销合作总社。

## 领导
- 部长：杨一辰[4]
- 副部长：刘卓甫
- 部长助理：王文波、顾绍雄

## 机构设置
- 办公厅 
  - 行政处
- 棉花采购局
- 烟麻采购局
- 畜产采购局
- 茶叶采购局 局长程容 [5]
  - 评茶室